# Obwód Łowecz
Obwód Łowecz (bułg. Област Ловеч) – jedna z 28 jednostek administracyjnych Bułgarii, położona w północnej części kraju.

## Skład etniczny
W obwodzie żyje 169 951	ludzi, z tego 152 194 Bułgarów (89,55%), 8 476 Turków (4,98%), 6 316 Romów (3,71%), oraz 2 965 osób innej narodowości (1,74%). (http://www.nsi.bg/Census_e/Census_e.htm)